# Joseph Machhausen
Joseph Machhausen (Koblenz, 1847 – Horchheim, 1894) was een Duits glasschilder.

## Leven en werk

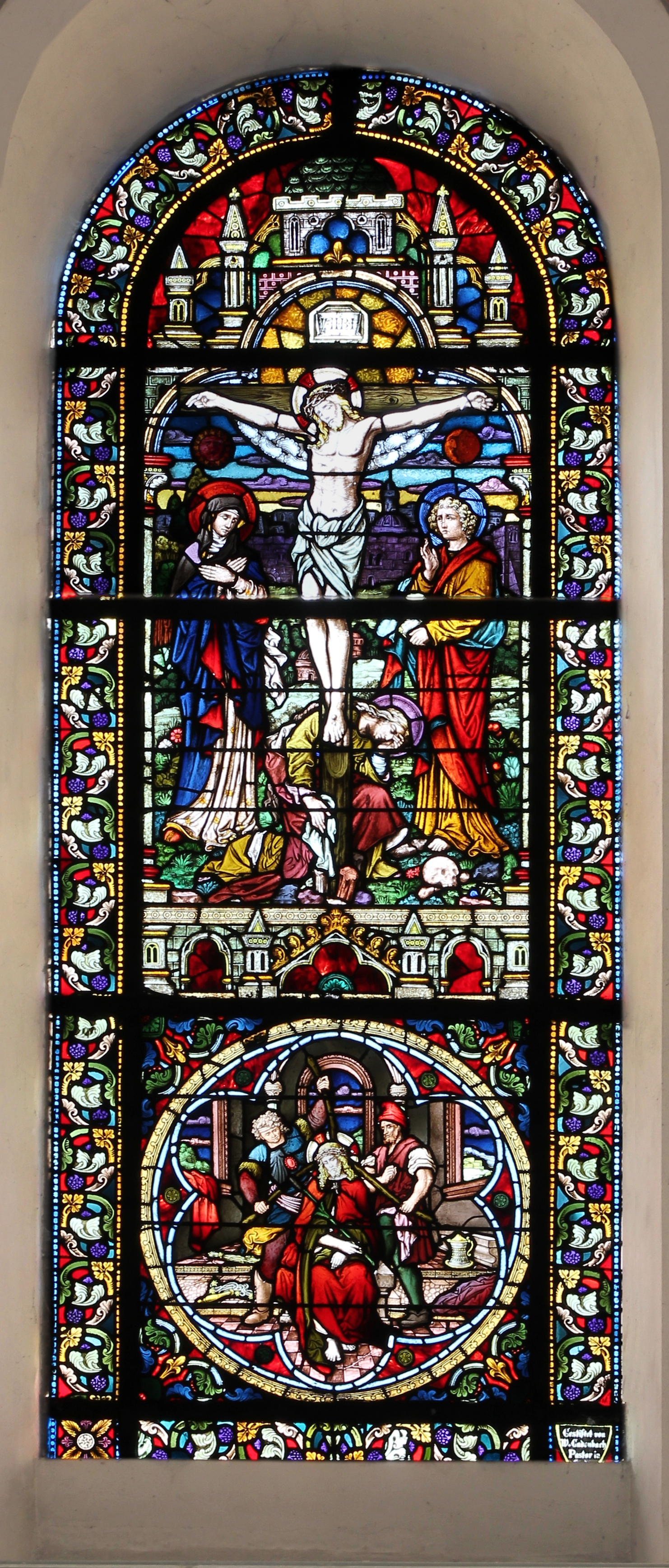
Glas-in-loodraam "Jezus aan het kruis" in St. Castor, Karden

Hij was een zoon van de glasschilder August Machhausen (1806-1879) uit Koblenz, die glas-in-loodramen heeft gemaakt voor onder meer de Sint-Florinuskerk, Slot Stolzenfels, de kerk van Müllenbach en de Sint-Kastorbasiliek. Hij werd opgeleid in het atelier van zijn vader. Na zijn opleiding vestigde hij zich als glasschilder in het dorp Horchheim (tegenwoordig een stadsdeel van Koblenz). Hier groeide hij uit tot een zeer gevraagde glasschilder met opdrachten in heel Duitsland. In 1886 ontving hij via bemiddeling van Philipp Krementz, bisschop van Ermland en daarvoor pastoor van St. Kastor in Koblenz, de opdracht vijf glas-in-loodramen te maken voor de Kathedrale basiliek van Maria-Hemelvaart en Sint-Andreas in Frombork (Frauenburg) in het toenmalige Oost-Pruisen. Deze ramen met voorstellingen uit het leven van Maria voltooide hij in 1888 en worden gezien als het hoogtepunt van zijn werk. Het kapittel betaalde hem 12.900 Mark, meer dan welke andere glasschilder die voor de kathedraal gewerkt had. Eerder maakte hij drie neogotische ramen voor de Katharinakerk in Płoskinia (Plaßwich) ook in het toenmalige Oost-Pruisen.
Machhausen ontving talrijke prijzen voor zijn werk, onder meer de Ehrenpreis der Kaiserin Augusta in 1885 en de gouden medaille op de Vatikaantentoonstelling in Rome in 1888. Hij overleed op 46-jarige leeftijd als gevolg van een beroerte. Na zijn dood hertrouwde zijn weduwe met een van zijn gezellen. Deze nam het atelier over, maar zonder succes waardoor het na enkele jaren opgeheven werd.

## Lijst van werken
- glas-in-loodramen Kruisiging en Kruisdraging Sint-Laurentiuskerk, Erwitte (1869)
- glas-in-loodramen Kreuzkapelle, Kempenich (1880)
- drie glas-in-loodramen Sint-Katharinakerk, Płoskinia (1881-1884)
- vier glas-in-loodramen Sint-Ceciliakerk, Oberkassel (1884-1886)
- glas-in-loodramen Dom van Frankfurt (voor 1886)
- drie glas-in-loodramen met voorstellingen uit het leven van de H. Laurentius en de H. Catharina, Sint-Laurentiuskerk, Erwitte (1886)
- vijf glas-in-loodramen Wallfahrtskirche, Święta Lipka (1888)
- glas-in-loodraam H. Edmund, Cuypershuis, Roermond (1890)
- glas-in-loodramen Nikolaikirche, Obermarsberg (1890)
- glas-in-loodramen Sint-Kastorkerk (Treis-Karden) (1884)